# Harmanlı, Gölbaşı
Harmanlı là một thị trấn thuộc huyện Gölbaşı, tỉnh Adıyaman, Thổ Nhĩ Kỳ. Dân số thời điểm năm 2011 là 2.026 người.